# Bóng bàn tại Đại hội Thể thao Đông Nam Á 2013 – Đồng đội nam
Bóng bàn đồng đội nam là một phần của nội dung thi đấu môn bóng bàn tại Đại hội Thể thao Đông Nam Á 2013, diễn ra từ ngày 17 đến 19 tháng 12, tại Sân vận động trong nhà Wunna Theikdi, Naypyidaw, Myanmar.

## Lịch thi đấu
Giờ thi đấu được tính theo giờ Myanmar (UTC+06:30)
| Ngày                          | Giờ   | Nội dung    |
| ----------------------------- | ----- | ----------- |
| Thứ ba, 17 tháng 12 năm 2013  | 09:00 | Vòng loại 1 |
| Thứ ba, 17 tháng 12 năm 2013  | 14:00 | Vòng loại 2 |
| Thứ tư, 18 tháng 12 năm 2013  | 10:45 | Vòng loại 3 |
| Thứ năm, 19 tháng 12 năm 2013 | 09:00 | Bán kết     |
| Thứ năm, 19 tháng 12 năm 2013 | 14:00 | Chung kết   |

## Vòng loại

#### Bảng A
| Đội               | Số trận | Thắng | Thua | Trận thắng | Trận thua | Séc thắng | Séc thua | Điểm thắng-thua | Tổng điểm |
| ----------------- | ------- | ----- | ---- | ---------- | --------- | --------- | -------- | --------------- | --------- |
| Bản mẫu:Lá cờIOC2 | 3       | 3     | 0    | 9          | 0         | 27        | 0        | 299-168         | 6         |
| Bản mẫu:Lá cờIOC2 | 3       | 2     | 1    | 6          | 5         | 20        | 22       | 373-386         | 5         |
| Bản mẫu:Lá cờIOC2 | 3       | 1     | 2    | 5          | 6         | 21        | 21       | 396-391         | 4         |
| Bản mẫu:Lá cờIOC2 | 3       | 0     | 3    | 0          | 9         | 8         | 28       | 190-313         | 3         |

| 17 tháng 12 năm 2013 | Bản mẫu:Lá cờIOC2-rt | 3 – 0 | Bản mẫu:Lá cờIOC2 |  |

| Li Hu                 | Li Hu                 | 3–0 | Muhamad Ashraf Haiqal                | 11-9, 11-9, 11-6 |
| Zhan Jian             | Zhan Jian             | 3–0 | Muhd Shakirin Ibrahim                | 11-4, 11-8, 11-4 |
| Chen Feng / Zhan Jian | Chen Feng / Zhan Jian | 3–0 | Ee Hooi Chin / Muhamad Ashraf Haiqal | 11-2, 11-5, 11-6 |
|                       |                       |     |                                      |                  |
|                       |                       |     |                                      |                  |

| 17 tháng 12 năm 2013 | Bản mẫu:Lá cờIOC2-rt | 3 – 0 | Bản mẫu:Lá cờIOC2 |  |

| Yon Mardi Yono                 | Yon Mardi Yono                 | 3–1 | Thavisack Phathaphone                         | 7-11, 13-11, 11-5, 11-9 |
| Akhmad Dahlan Haruri           | Akhmad Dahlan Haruri           | 3–0 | Phinith Kongphet                              | 11-4, 11-7, 11-7        |
| Yon Mardi Yono / Glang Maulana | Yon Mardi Yono / Glang Maulana | 3–0 | Soulichack Phannavong / Thavisack Phathaphone | 11-6, 11-5, 12-10       |
|                                |                                |     |                                               |                         |
|                                |                                |     |                                               |                         |

| 17 tháng 12 năm 2013 | Bản mẫu:Lá cờIOC2-rt | 3 – 0 | Bản mẫu:Lá cờIOC2 |  |

| Zhan Jian             | Zhan Jian             | 3–0 | Ficky Supit Santoso            | 11-4, 11-6, 11-5 |
| Li Hu                 | Li Hu                 | 3–0 | Glang Maulana                  | 11-7, 11-7, 11-9 |
| Chen Feng / Zhan Jian | Chen Feng / Zhan Jian | 3–0 | Yon Mardi Yono / Glang Maulana | 11-9, 11-5, 11-9 |
|                       |                       |     |                                |                  |
|                       |                       |     |                                |                  |

| 17 tháng 12 năm 2013 | Bản mẫu:Lá cờIOC2-rt | 3 – 0 | Bản mẫu:Lá cờIOC2 |  |

| Muhamad Ashraf Haiqal              | Muhamad Ashraf Haiqal              | 3–0 | Phinith Kongphet                              | 12-10, 11-8, 11-4      |
| Muhd Shakirin Ibrahim              | Muhd Shakirin Ibrahim              | 3–0 | Thavisack Phathaphone                         | 11-6, 11-6, 11-6       |
| Muhamad Ashraf Haiqal / Dunley Foo | Muhamad Ashraf Haiqal / Dunley Foo | 3–1 | Soulichack Phannavong / Thavisack Phathaphone | 11-1, 11-5, 3-11, 11-4 |
|                                    |                                    |     |                                               |                        |
|                                    |                                    |     |                                               |                        |

| 18 tháng 12 năm 2013 | Bản mẫu:Lá cờIOC2-rt | 3 – 0 | Bản mẫu:Lá cờIOC2 |  |

| Chen Feng                | Chen Feng                | 3–0 | Thavisack Phathaphone                         | 13-11, 11-2, 11-7 |
| Clarence Chew Zheyu      | Clarence Chew Zheyu      | 3–0 | Phinith Kongphet                              | 11-8, 11-7, 11-5  |
| Xue Jie Pang / Chen Feng | Xue Jie Pang / Chen Feng | 3–0 | Thavisack Phathaphone / Piyadeth Sourinphoumy | 11-4, 11-3, 11-7  |
|                          |                          |     |                                               |                   |
|                          |                          |     |                                               |                   |

| 18 tháng 12 năm 2013 | Bản mẫu:Lá cờIOC2-rt | 2 – 3 | Bản mẫu:Lá cờIOC2 |  |

| Ficky Supit Santoso                   | Ficky Supit Santoso                   | 2–3 | Muhd Shakirin Ibrahim              | 12-10, 9-11, 11-5, 7-11, 9-11 |
| Yon Mardi Yono                        | Yon Mardi Yono                        | 2–3 | Muhamad Ashraf Haiqal              | 8-11, 11-5, 9-11, 11-9, 11-13 |
| Yon Mardi Yono / Akhmad Dahlan Haruri | Yon Mardi Yono / Akhmad Dahlan Haruri | 3–2 | Muhamad Ashraf Haiqal / Dunley Foo | 9-11, 11-9, 11-6, 12-14, 11-9 |
| Ficky Supit Santoso                   | Ficky Supit Santoso                   | 3–0 | Dunley Foo                         | 11-8, 12-10, 14-12            |
| Akhmad Dahlan Haruri                  | Akhmad Dahlan Haruri                  | 2–3 | Muhd Shakirin Ibrahim              | 9-11, 11-4, 11-4, 5-11, 1-11  |

#### Bảng B
| Đội               | Số trận | Thắng | Thua | Trận thắng | Trận thua | Séc thắng | Séc thua | Điểm thắng-thua | Tổng điểm |
| ----------------- | ------- | ----- | ---- | ---------- | --------- | --------- | -------- | --------------- | --------- |
| Bản mẫu:Lá cờIOC2 | 3       | 3     | 0    | 9          | 0         | 27        | 10       | 372-274         | 6         |
| Bản mẫu:Lá cờIOC2 | 3       | 2     | 1    | 6          | 4         | 24        | 14       | 381-336         | 5         |
| Bản mẫu:Lá cờIOC2 | 3       | 1     | 2    | 3          | 7         | 16        | 24       | 349-396         | 4         |
| Bản mẫu:Lá cờIOC2 | 3       | 0     | 3    | 2          | 9         | 12        | 31       | 349-445         | 3         |

| 17 tháng 12 năm 2013 | Bản mẫu:Lá cờIOC2-rt | 3 – 0 | Bản mẫu:Lá cờIOC2 |  |

| Chaisit Chaitat                  | Chaisit Chaitat                  | 3–1 | Aung Htut                   | 11-3, 11-4, 11-13, 11-6      |
| Padasak Tanviriyavechakul        | Padasak Tanviriyavechakul        | 3–1 | Kyi Than                    | 11-7, 9-11, 11-7, 11-6       |
| Chaisit Chaitat / Nikom Wongsiri | Chaisit Chaitat / Nikom Wongsiri | 3–2 | Thet Ko Ko Latt / Aung Htut | 11-4, 11-8, 8-11, 5-11, 11-6 |
|                                  |                                  |     |                             |                              |
|                                  |                                  |     |                             |                              |

| 17 tháng 12 năm 2013 | Bản mẫu:Lá cờIOC2-rt | 3 – 1 | Bản mẫu:Lá cờIOC2 |  |

| Nguyễn Văn Ngọc               | Nguyễn Văn Ngọc               | 2–3 | Sok Long Lim                  | 14-12, 9-11, 11-9, 7-11, 12-14 |
| Lê Tiến Đạt                   | Lê Tiến Đạt                   | 3–0 | Tola Soeung                   | 11-5, 11-8, 11-6               |
| Dương Văn Nam / Đào Duy Hoàng | Dương Văn Nam / Đào Duy Hoàng | 3–0 | Sroy Huor Oeung / Tola Soeung | 11-7, 11-5, 11-7               |
| Dương Văn Nam                 | Dương Văn Nam                 | 3–1 | Sok Long Lim                  | 11-6, 6-11, 11-6, 13-11        |
|                               |                               |     |                               |                                |

| 17 tháng 12 năm 2013 | Bản mẫu:Lá cờIOC2-rt | 3 – 0 | Bản mẫu:Lá cờIOC2 |  |

| Padasak Tanviriyavechakul        | Padasak Tanviriyavechakul        | 3–0 | Lê Tiến Đạt                   | 11-7, 11-8, 11-8              |
| Chaisit Chaitat                  | Chaisit Chaitat                  | 3–2 | Dương Văn Nam                 | 11-9, 8-11, 10-12, 11-4, 11-9 |
| Chaisit Chaitat / Nikom Wongsiri | Chaisit Chaitat / Nikom Wongsiri | 3–2 | Dương Văn Nam / Đào Duy Hoàng | 11-3, 11-5, 9-11, 3-11, 11-9  |
|                                  |                                  |     |                               |                               |
|                                  |                                  |     |                               |                               |

| 17 tháng 12 năm 2013 | Bản mẫu:Lá cờIOC2-rt | 3 – 1 | Bản mẫu:Lá cờIOC2 |  |

| Kyi Than                    | Kyi Than                    | 2–3 | Sok Long Lim                  | 11-8, 16-14, 8-11, 6-11, 6-11 |
| Thet Ko Ko Latt             | Thet Ko Ko Latt             | 3–1 | Sroy Huor Oeung               | 11-1, 11-9, 10-12, 11-9       |
| Thet Ko Ko Latt / Aung Htut | Thet Ko Ko Latt / Aung Htut | 3–1 | Sroy Huor Oeung / Tola Soeung | 8-11, 11-8, 11-4, 11-7        |
| Kyi Than                    | Kyi Than                    | 3–1 | Tola Soeung                   | 10-12, 11-8, 11-7, 11-7       |
|                             |                             |     |                               |                               |

| 18 tháng 12 năm 2013 | Bản mẫu:Lá cờIOC2-rt | 3 – 0 | Bản mẫu:Lá cờIOC2 |  |

| Lê Tiến Đạt                 | Lê Tiến Đạt                 | 3–0 | Kyi Than                    | 11-7, 11-5, 11-4         |
| Đào Duy Hoàng               | Đào Duy Hoàng               | 3–1 | Thet Ko Ko Latt             | 15-13, 11-6, 11-13, 11-9 |
| Dương Văn Nam / Lê Tiến Đạt | Dương Văn Nam / Lê Tiến Đạt | 3–0 | Thet Ko Ko Latt / Aung Htut | 11-8, 11-6, 11-7         |
|                             |                             |     |                             |                          |
|                             |                             |     |                             |                          |

| 18 tháng 12 năm 2013 | Bản mẫu:Lá cờIOC2-rt | 3 – 0 | Bản mẫu:Lá cờIOC2 |  |

| Nikom Wongsiri                                  | Nikom Wongsiri                                  | 3–0 | Tola Soeung                   | 11-3, 11-6, 11-9              |
| Suchat Pitakgulsiri                             | Suchat Pitakgulsiri                             | 3–2 | Sok Long Lim                  | 4-11, 13-11, 6-11, 11-2, 11-4 |
| Suchat Pitakgulsiri / Padasak Tanviriyavechakul | Suchat Pitakgulsiri / Padasak Tanviriyavechakul | 3–0 | Sroy Huor Oeung / Tola Soeung | 11-2, 11-5, 11-6              |
|                                                 |                                                 |     |                               |                               |
|                                                 |                                                 |     |                               |                               |

### Vòng đấu loại trực tiếp
|  | Bán kết | Bán kết           | Bán kết |  |  | Chung kết | Chung kết         | Chung kết |  |
|  |         |                   |         |  |  |           |                   |           |  |
|  | A1      | Bản mẫu:Lá cờIOC2 | 3       |  |  |           |                   |           |  |
|  | B2      | Bản mẫu:Lá cờIOC2 | 0       |  |  | A1        | Bản mẫu:Lá cờIOC2 | 3         |  |
|  | A2      | Bản mẫu:Lá cờIOC2 | 0       |  |  | B1        | Bản mẫu:Lá cờIOC2 | 0         |  |
|  | B1      | Bản mẫu:Lá cờIOC2 | 3       |  |  |           |                   |           |  |

#### Bán kết
| 19 tháng 12 năm 2013 | Bản mẫu:Lá cờIOC2-rt | 3 – 0 | Bản mẫu:Lá cờIOC2 |  |

| Zhan Jian             | Zhan Jian             | 3–1 | Lê Tiến Đát                     | 11-3, 10-12, 12-10, 11-8 |
| Li Hu                 | Li Hu                 | 3–1 | Dương Văn Nam                   | 3-11, 11-4, 11-5, 11-9   |
| Chen Feng / Zhan Jian | Chen Feng / Zhan Jian | 3–0 | Dương Văn Nam / Nguyễn Văn Ngọc | 11-5, 11-8, 11-2         |
|                       |                       |     |                                 |                          |
|                       |                       |     |                                 |                          |

| 19 tháng 12 năm 2013 | Bản mẫu:Lá cờIOC2-rt | 0 – 3 | Bản mẫu:Lá cờIOC2 |  |

| Muhd Shakirin Ibrahim              | Muhd Shakirin Ibrahim              | 2–3 | Chaisit Chaitat                  | 12-10, 9-11, 12-10, 10-12, 8-11 |
| Muhamad Ashraf Haiqal              | Muhamad Ashraf Haiqal              | 0–3 | Padasak Tanviriyavechakul        | 2-11, 6-11, 4-11                |
| Dunley Foo / Muhd Shakirin Ibrahim | Dunley Foo / Muhd Shakirin Ibrahim | 1–3 | Chaisit Chaitat / Nikom Wongsiri | 8-11, 11-7, 8-11, 7-11          |
|                                    |                                    |     |                                  |                                 |
|                                    |                                    |     |                                  |                                 |

#### Chung kết
| 19 tháng 12 năm 2013 | Bản mẫu:Lá cờIOC2-rt | 3 – 0 | Bản mẫu:Lá cờIOC2 |  |

| Zhan Jian             | Zhan Jian             | 3–2 | Nikom Wongsiri                   | 11-9, 8-11, 11-4, 7-11, 11-4 |
| Li Hu                 | Li Hu                 | 3–0 | Padasak Tanviriyavechakul        | 11-5, 11-8, 11-7             |
| Chen Feng / Zhan Jian | Chen Feng / Zhan Jian | 3–0 | Chaisit Chaitat / Nikom Wongsiri | 11-4, 11-4, 11-1             |
|                       |                       |     |                                  |                              |
|                       |                       |     |                                  |                              |